# Kask futbolowy

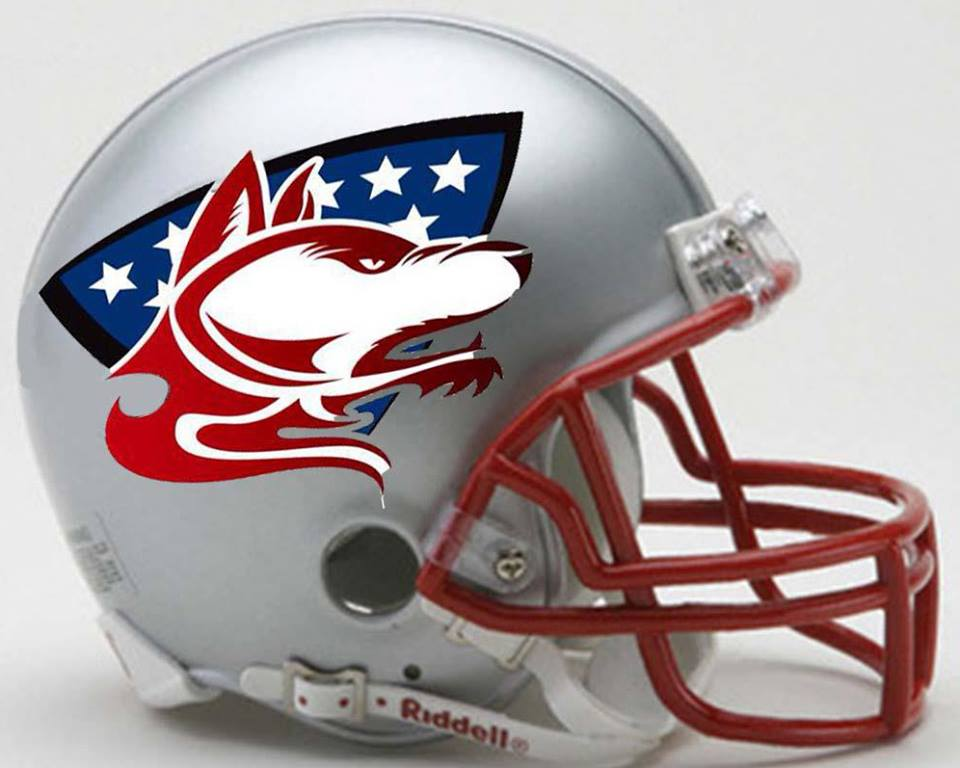
Kask futbolowy

Kask futbolowy (ang. football helmet) – kask używany w futbolu amerykańskim.
Składa się ze skorupy, wykonanej z twardego tworzywa sztucznego, wyściełanej grubą warstwą materiału tłumiącego, kratki chroniącej twarz, wykonanej z jednego lub więcej metalowych prętów, oraz pasków na brodę do utrzymania kasku na głowie. Niektórzy zawodnicy dodają przyciemniane poliwęglanowe szybki chroniące oczy.
Wymóg stosowania kasków istnieje na wszystkich poziomach zorganizowanych rozgrywek futbolowych, z wyjątkiem nieagresywnych odmian dyscypliny, jak np. futbol flagowy. Mimo stosowania kasków zawodnicy niekiedy ulegają kontuzjom głowy, takim jak wstrząśnienia mózgu.
Typy kasków zmieniają się wraz z funkcją zawodnika na boisku, co wynika z potrzeby znalezienia równowagi pomiędzy widocznością a bezpieczeństwem gracza.